# كالي (فلم)
كالي (بالإنجليزية: Kali) هو فيلم أكشن هندي بلغة الماليالامية لعام 2016، من إخراج سمير ظاهر وشارك في إنتاجه، وبطولته دولقور سلمان وساي بالافي في الأدوار الرئيسية. تم تصوير الفيلم في كوتشي وفاغامون وأثيرابيلي وماسيناجودي وجودالور. تم إصداره في 26 مارس 2016، حيث حقق نجاح نقدي وتجاري. تمت دبلجته وعرضه باللغة التيلوغوية باسم «هي بيلاجادا» في نوفمبر 2017.

## القصة
يعاني سيدهارت من مشاكل في الغضب، ويجد صعوبة في السيطرة على نفسه بسبب مشاكل تافهة، وهو في حالة حب مع زميلته أنجالي، حيث يتزوج الثنائي بعد تخرجهما ضد رغبة والديهم، يحصل سيدهارت على وظيفة في أحد البنوك في كوتشي بمساعدة أصدقائه، يركز سيدهارت على عمله للتخلص من غضبه ويواجه بعض العملاء الحمقى، مما يثير غضبه كثيرًا.

## روابط خارجية
- مقالات تستعمل روابط فنية بلا صلة مع ويكي بيانات